# Cornelis Graafland

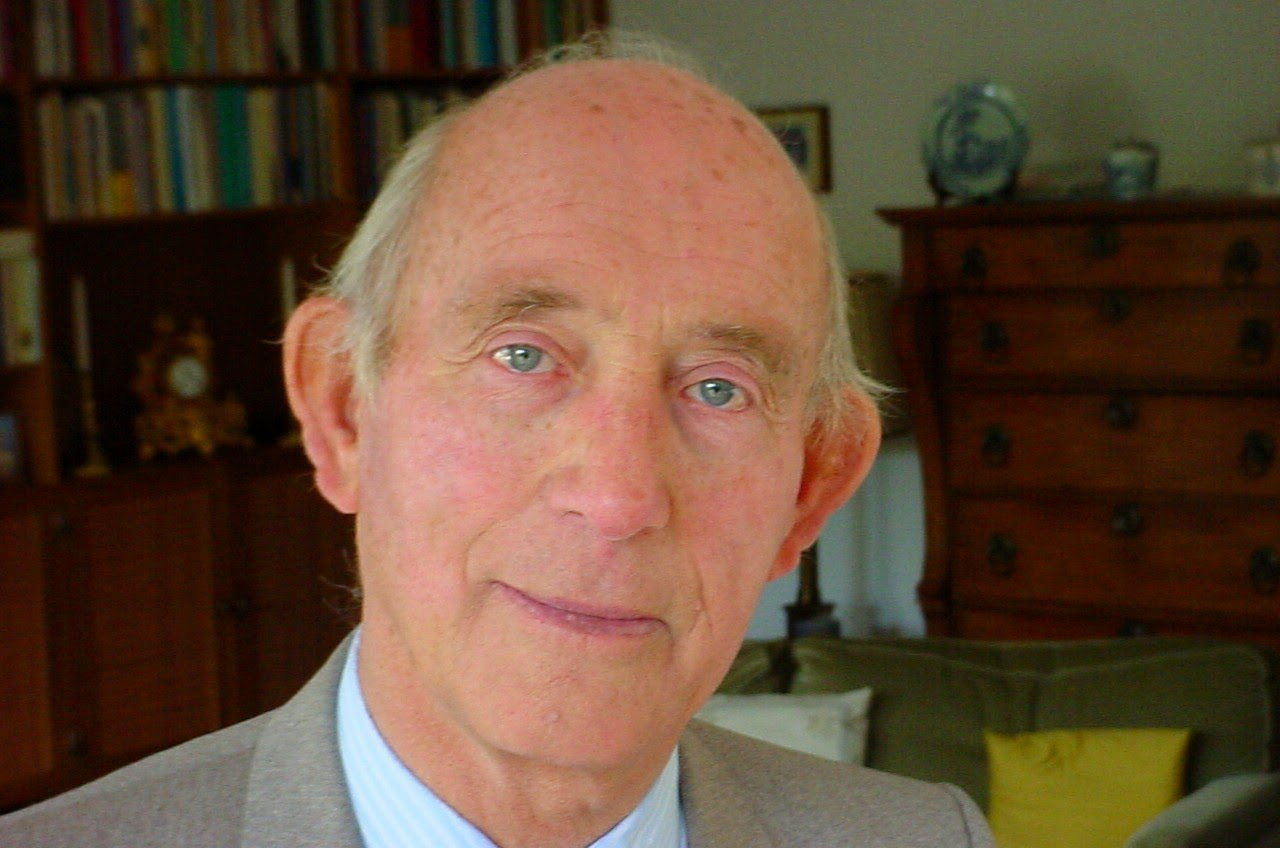
dr. Cornelis Graafland (2001)

Cornelis Graafland (Gouda, 20 augustus 1928 - aldaar, 27 oktober 2004) was predikant in de Nederlandse Hervormde Kerk. In 1972 werd hij benoemd als hoogleraar in de geschiedenis van het protestantisme aan de Rijksuniversiteit Utrecht. Hij heeft verschillende belangrijke theologische publicaties geschreven.

## Levensloop
Graafland groeide op in de bevindelijk-gereformeerde (piëtistische) stroming van de Christelijke Gereformeerde Kerken. In zijn levensgeschiedenis heeft zijn moeder een grote rol gespeeld; Zij ging ter kerke bij onder andere de voorman van de bevindelijk-gereformeerden in de twintigste eeuw: Ds. Gerrit Hendrik Kersten, predikant in de Gereformeerde Gemeenten en kamerlid voor de SGP.
Graafland was het jongste kind in een gezin van 9 kinderen, van wie er 2 vrij snel na de geboorte overleden. Graafland ging na de lagere school naar de MULO en kwam uiteindelijk op een accountantskantoor terecht. Op 16-jarige leeftijd ontwaakte de begeerte naar de theologie en het ambt van predikant. In 1948 werd hij, na het doen van staatsexamen, toegelaten tot de theologische faculteit van de Universiteit van Utrecht. Op 3 april 1949 stapte hij over naar de Nederlandse Hervormde kerk. In 1953 werd hij bevestigd tot predikant. Hij diende daarna de gemeenten van Ameide, Woerden, Veenendaal en Amsterdam. In Amsterdam volgde in 1972 zijn benoeming tot hoogleraar in Utrecht. In 1988 ging Graafland met emeritaat.
Graafland heeft zich bijzonder verdiept in de geschiedenis van het gereformeerde protestantisme. In 1961 promoveerde hij bij Prof. Dr. S. van der Linde op een proefschrift over De zekerheid van het geloof. In zijn dissertatie tekende Graafland de verhouding tussen Calvijn enerzijds en de theologen na Calvijn anderzijds. Kenmerkend voor geloof bij Calvijn is dat de zekerheid gefundeerd is in de vastheid van de beloften die in het Woord van God tot ons komen. Deze zekerheid kan men als gelovige daarmee onmiddellijk verkrijgen door zich gelovig aan deze beloften vast te klampen. Bij latere theologen lijkt steeds meer een weg van innerlijke geloofservaringen vereist te zijn om tot deze zekerheid te komen. Graafland zag door de eeuwen heen een ontwikkeling.  Ook in zijn latere werken over de Uitverkiezing en het Verbond komt hij op deze ontwikkelingen terug.
Graafland hoorde bij de orthodox-reformatorische theologie, maar plaatste niettemin kanttekeningen bij bepaalde leerstellingen uit die richting zoals die over de predestinatie of uitverkiezing en de vrouw in het ambt.
Graafland heeft zich met vele zaken beziggehouden. Ook ging hij voortdurend in gesprek met de liggingen en modaliteiten in de Nederlandse Hervormde Kerk, met name dr Hendrikus Berkhof, de man van de midden-orthodoxie.

## Publicaties
- Verschuivingen in de gereformeerde bondsprediking (1965)
- Het vaste verbond (1978)
- Gereformeerden op zoek naar God (1990)
- Gedachten over het ambt - Zoetermeer 1999